# جورج هيليارد
جورج هيليارد (بالإنجليزية: George Hillyard)‏ مواليد 06 فبراير 1864 في المملكة المتحدة - الوفاة 24 مارس 1943 في المملكة المتحدة، كان لاعب كرة مضرب بريطاني. أعلى تصنيف له في الفردي كان المركز الـ 5 في سنة 1901. سبق أن شارك في دورة الألعاب الأولمبية الصيفية.

## النهائيات

### الزوجي
الوصافة (2)
| السنة | البطولة        | الشريك     | المنافس في النهائي      | النتيجة في النهائي      |
| 1889  | بطولة ويمبلدون | إرنست لويس | إرنست رينشو وليام رينشو | 4–6, 4–6, 6–3, 6–0, 1–6 |
| 1890  | بطولة ويمبلدون | إرنست لويس | جوشوا بيم فرانك ستوكر   | 0–6, 5–7, 4–6           |

## الميداليات
| الميدالية | المسابقة                       |
| --------- | ------------------------------ |
| ذهبية     | الألعاب الأولمبية الصيفية 1908 |

## روابط خارجية
- جورج هيليارد على موقع رابطة محترفي التنس (الإنجليزية)
- جورج هيليارد على موقع الاتحاد الدولي لكرة المضرب (الإنجليزية)
- جورج هيليارد على موقع بطولة ويمبلدون (الإنجليزية)
- جورج هيليارد على موقع أوليمبيديا (الإنجليزية)